# Al-Ariqah
Ariqah hay 'Arqah (tiếng Ả Rập: عريقة) là một ngôi làng ở miền nam Syria với dân số khoảng 3.000 người. Nó nằm ở trung tâm của cao nguyên núi lửa Lejah (còn gọi là Lajat). Về mặt hành chính Ariqah nằm ở Mantiqat Shahba (quận Shahba) của As Suwayda đốc. Ariqah được biết đến với hang động núi lửa nằm trong một hố sâu 10 mét ở trung tâm ngôi làng. Hang động này được gọi là hang Ariqa kéo dài từ 2 đến 3 km trong những dòng dung nham cũ, đây là hang động lớn nhất được biết đến ở miền nam Syria.

## Lịch sử
Trong lịch sử 'Arīqah được coi là trung tâm của Lajat không thể tiếp cận, nhiều ngôi nhà từ thời Byzantine đã được tìm thấy trong thị trấn và chúng vẫn còn có người ở, còn có một tu viện Byzantine cũ bị hủy hoại trong thị trấn được gọi là "Deir Ariqa". 

### Thời đại Ottoman
Năm 1596, Al-Ariqah xuất hiện trong sổ đăng ký thuế của Ottoman với tên ' Ahiri và là một phần của nahiya của Bani Abdullah ở Sanjak Hauran. Nó có một dân số hoàn toàn Hồi giáo bao gồm 18 hộ gia đình và 3 cử nhân. Dân làng đã trả mức thuế cố định 25% đối với lúa mì, lúa mạch, vụ mùa hè, dê và/hoặc tổ ong và một nhà máy nước; tổng cộng 6.500 akçe.
Năm 1838, nó được ghi nhận là Ahiry, một làng Druze và Công giáo, nằm ở "tại Lejah, phía nam Dama".